# GameRevolution
GameRevolution (formalmente Game-Revolution) ou GR é um web site de jogos eletrônicos criado em 1996. Baseado em Berkele, California, o site inclui resenhas, prévias, uma área para downloads de jogos, códigos, e um armazenamento de mercadorias, bem como quadrinhos digitais, screenshots e vídeos.
O website também participou de campanhas de marketing para jogos eletrônicos, incluindo Gauntlet: Seven Sorrows. Atualmente é uma das mais antigas revisões de jogos eletrônicos e sites de notícias na internet.

## História
A equipe do website GameRevolution é jurada anual na Electronic Entertainment Expo. Talvez o ano mais influente na E3 tenha sido em 2000, quando convidaram Jerry Holkins e Mike Krahulik da Penny Arcade para participar. Eles também deram a Black & White o prêmio de Melhor da E3.
Após a falência da Bolt Media, Inc., o GameRevolution foi adquirido pelo CraveOnline com cessão em benefício dos criadores.